# 性能係數
性能係數（coefficient of performance），簡稱COP或CoP，是熱泵及冷凍循環表示其能量轉移效果的無因次量，是所搬移熱量相對於其需要輸入功的比值。COP較高表示較省電，運行需要的成本較低。COP類似效率，但效率不會超過1，而COP可以超過1。
若將輸入功直接轉換熱能（例如電熱器），COP為1。熱泵、冷凍或空調系統的COP一般會超過1，因為系統會從熱源中汲取額外的熱能。若是針對整個系統，COP的計算需要考慮所有耗能輔助設備的能量消耗。COP和運作條件有高度的相關性，特別是熱庫及系統的絕對溫度以及相對溫度差，一般會用圖示方式表示，或是計算期望條件下的平均值。吸收式制冷冷凍機的COP會比蒸氣壓縮製冷要低，因吸收式制冷沒有用到壓縮，而是使用了由溫度造成的蒸發、溶解或吸附反應。

## 公式
性能係數的公式為：
{\displaystyle {\rm {COP}}={\frac {Q}{W}}}
其中
- {\displaystyle Q\ }是系統提供（或取出）的有用熱量
- {\displaystyle W\ }是系統需要外界提供的機械功

因此，產熱系統和製冷系統功能不同，其COP會有所不同。若關注的是機器冷凍的效果，COP是從冷源中取出熱相對輸入功的比值。若針對加熱系統，COP是從冷源中取出熱量加上輸入功，除以輸入功的結果：
{\displaystyle {\rm {COP}}_{\rm {heating}}={\frac {|Q_{H}|}{W}}={\frac {|Q_{C}|+W}{W}}}
{\displaystyle {\rm {COP}}_{\rm {cooling}}={\frac {|Q_{C}|}{W}}}
其中
- {\displaystyle Q_{C}\ } 是從冷源取出的熱
- {\displaystyle Q_{H}\ } 是提供給熱源的熱

## 推導
根據热力学第一定律，可以證明在可逆系統中，{\displaystyle Q_{H}=Q_{C}+W}，即{\displaystyle W=Q_{H}-Q_{C}}，其中{\displaystyle Q_{H}}是轉換到熱源（高溫端）的熱，{\displaystyle Q_{C}}是由冷源（低溫端）取得的熱

因此，替換其中的W，可得

{\displaystyle {\rm {COP}}_{\rm {heating}}={\frac {Q_{H}}{Q_{H}-Q_{C}}}}
針對以理想效率（卡諾效率）運作的熱泵，可以證明 
{\displaystyle {\frac {Q_{H}}{T_{H}}}={\frac {Q_{C}}{T_{C}}}}及{\displaystyle Q_{C}={\frac {Q_{H}T_{C}}{T_{H}}}}
其中{\displaystyle T_{H}}和{\displaystyle T_{C}}是高溫端和低溫端的热力学温度。
在理論效率下

{\displaystyle {\rm {COP}}_{\rm {heating}}={\frac {T_{H}}{T_{H}-T_{C}}}}
等於熱機理想效率的倒數，因為熱泵是反向運作的熱機（可以參考热效率#熱機的說明）。
注意熱泵的COP和其任務有關。釋放到高溫端的熱會比從低溫端吸的熱要多，相差的能量即為熱泵的輸入功，因此製熱熱泵的COP會比相同條件下，用來作製冷的熱泵COP要多1。
以理論效率運轉的冰箱或冷氣，其COP為

{\displaystyle {\rm {COP}}_{\rm {cooling}}={\frac {Q_{C}}{Q_{H}-Q_{C}}}={\frac {T_{C}}{T_{H}-T_{C}}}}
{\displaystyle {\rm {COP}}_{\rm {heating}}}應用在製熱熱泵上，{\displaystyle {\rm {COP}}_{\rm {cooling}}}應用在冰箱或是冷氣上。實際系統中的值一定比理論值要低。歐洲地源熱泵的測試標準，高温端温度{\displaystyle {T_{H}}}是35 °C（95 °F），低溫端溫度{\displaystyle {T_{C}}}是0 °C (32 °F)。依照上述公式，理想COP（COP上限）會是7.8，最好的測試結果是4.5。若安裝一整季，再考慮水泵系統需要的能量，季節COP約為3.5，或略低一些
。冷氣的COP是用{\displaystyle {T_{H}}}為20 °C（68 °F）乾球温度 ，{\displaystyle {T_{C}}}為7 °C（44.6 °F）計算。

## 舉例
若地源熱泵系統的{\displaystyle {\rm {COP}}_{\rm {heating}}}為3.5，所轉移的熱能是消耗能量的3.5倍（每消耗1 kWh的能量，可以在高溫端產生3.5 kWh的熱能）。產生的熱包括從低溫端抽取的熱能，以及輸入能量的1 kWh。因此低溫端抽取的熱能是2.5 kWh，不是3.5 kWh。
{\displaystyle {\rm {COP}}_{\rm {heating}}}為3.5的熱泵，只要在單位能量的電費成本在天然氣成本3.5倍以下的地區，其使用上的成本會比最有效率的天然氣暖爐更低。
{\displaystyle {\rm {COP}}_{\rm {cooling}}}為2.0的熱泵，每消耗一單位的能量，可以轉移二單位的熱能（冷氣每消耗1 kWh，可以帶走2 kWh的熱能）。
假設能量來源和運作條件相同，COP較高的熱泵在使用時消耗的能量較少。建築中熱泵對環境的整體影響和能源來源以及設備的COP有關。使用者的使用成本和能源的價格以及設備的COP（或效率）有關。有些地區同時提供二種能源（例如電力及天然氣）。高COP，但用電的熱泵可能無法取代相同發熱值的天然氣暖爐。

## 提昇COP
根據COP公式，若在系統可運作的前提下，減少{\displaystyle T_{hot}}與{\displaystyle T_{cold}}之間的溫度差，可以提高熱泵系統的COP。針對供熱系統，這表示
1. 降低出口溫度，由35 °C（95 °F）降到30 °C（86 °F），這需要在地板、牆壁或天花板中有供暖管路，或是在空氣供暖器中加入較多的水
2. 增加進口溫度（例如用較大型的地源，或是用太陽能輔助的熱源庫[6]）

準確的確認熱導率可以有更準確的地環路（ground loop）或是通孔孔徑，讓返回的溫度更高，系統也更有效率。
若是冷氣，可以用地下水代替空氣來提昇COP，也可以用增加空氣流動的方式來降低溫度差。在這兩種系統中，增加管徑及風道寬度也可以減少噪音，也可以降低流體的速度，使雷諾數減低，紊流較輕微，扬程損失較小，水泵（及排風扇）的能耗也會比較小。也可以增加熱泵中，熱交換器的尺寸來調整相同壓縮機功率下，熱泵的效率，也可以減少壓縮機內部的溫度差。不過熱泵若是要產生可直接使用的熱水，此方式可能就不適用。
吸收式制冷的COP可以用加入第二級或第三級系統來提昇。二級或三級的吸收式制冷系統，其效果比一級要好，其COP可以超過1。需要較高的壓力以及較高溫的蒸氣，但每冷凍噸需要每小時十磅的蒸氣，相較之下還是比較少的。

## 考慮季節的性能係數
若要比較實際的評估一整年的能源效率，在產熱系統可以用季節化的性能係數或季節性能係數（seasonal coefficient of performance，SCOP）。空調多半會用季節能效比（SEER）。季節性能係數是新的研究方式，評估在實際應用下的型能，若只使用性能係數評估，是比較舊的方式。季節性能係數可以評估在一整個需要冷卻或是供暖的季節中，熱泵運作的效率。

## 外部連結
- Discussion on changes to COP of a heat pump depending on input and output temperatures （页面存档备份，存于）
- See COP definition in Cap XII of the book Industrial Energy Management - Principles and Applications[永久]